# Kirche Hl. Sava (Tivat)

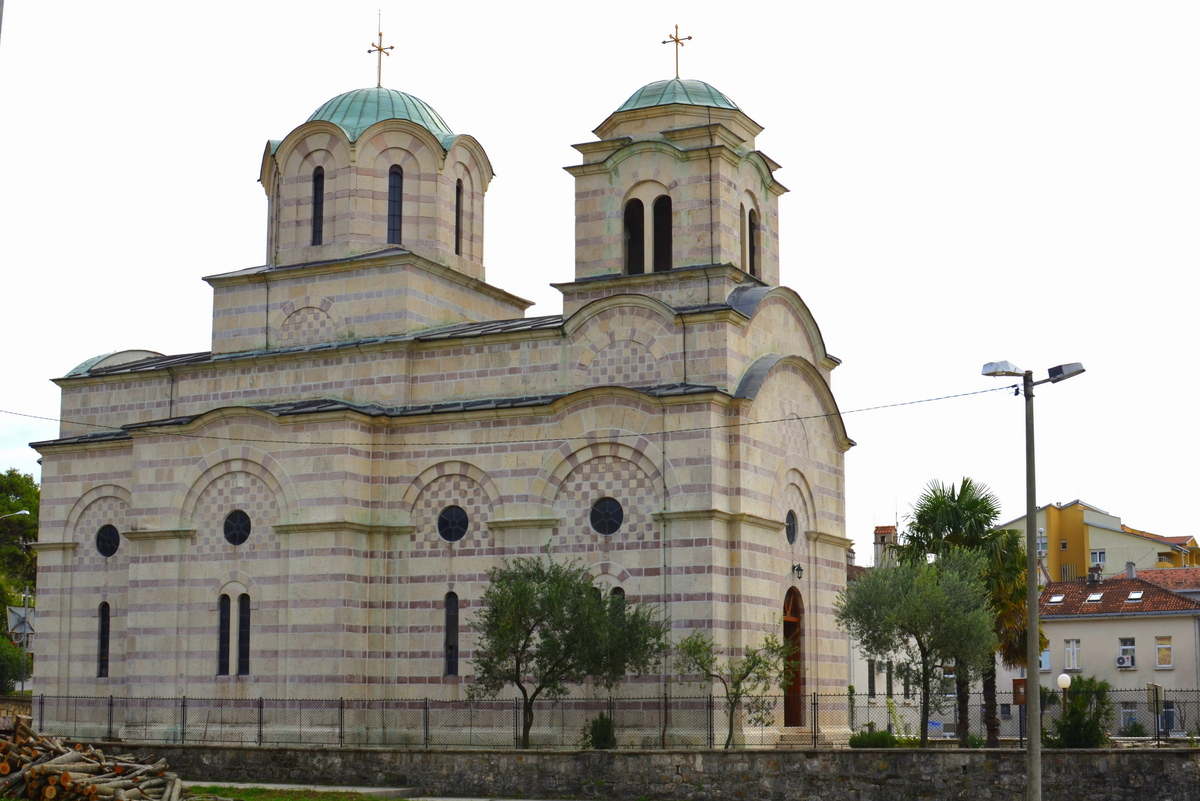
Die Kirche Hl. Sava in Tivat

Die Kirche Hl. Sava (serbisch: Црква Светог Саве, Crkva Svetog Save) ist eine serbisch-orthodoxe Kirche, in der Hafenstadt Tivat im südwestlichen Montenegro
Die von 1940 bis 1966 erbaute Kirche ist dem serbischen Nationalheiligen, dem ersten Erzbischof und dem Erleuchter des serbischen Volkes, Sava von Serbien geweiht. Sie ist die Pfarrkirche der Pfarreien Tivat I und Tivat II im Dekanat Bucht von Kotor, der Metropolie von Montenegro und dem Küstenland der Serbisch-Orthodoxen Kirche.

## Lage
Die umzäunte Kirche steht mitten im Kirchhof, im Stadtzentrum von Tivat. Sie steht mit ihrer Westseite an der Straße Prevlačka ulica. Direkt an ihrer Ostseite führt die Hauptstraße Jadranska Magistrala durch die Stadt. Unweit der Kirche steht das Pfarrhaus.

## Geschichte
Mit dem Anwachsen der Stadt in den 20er und 30er Jahren des 20. Jahrhunderts, bedingt vor allem durch den Zuzug von orthodoxen Gläubigen, war es nötig in Tivat eine neue große Serbisch-orthodoxe Kirche zu bauen. Am 27. Januar 1931, der Slava des Hl. Sava wurde ein Ausschuss zum Kirchenbau gegründet. 
Da es Differenzen zwischen den Stadtbehörden Tivats und den Gläubigen gab, gestaltete es sich schwierig, den geeigneten Standort zum Bau der Kirche zu finden. Im Jahre 1939 kamen die Pläne zum Kirchenbau zügiger voran, mit dem Eintreffen von Priester B. Milošević. Im Jahre 1940 wurde ein geeigneter Bauplatz mitten im Stadtzentrum gefunden. Am 19. Mai 1940 verkündete der damalige Metropolit Joanikije (Lipovac), dass die Kirche dem Hl. Sava geweiht werden solle. 

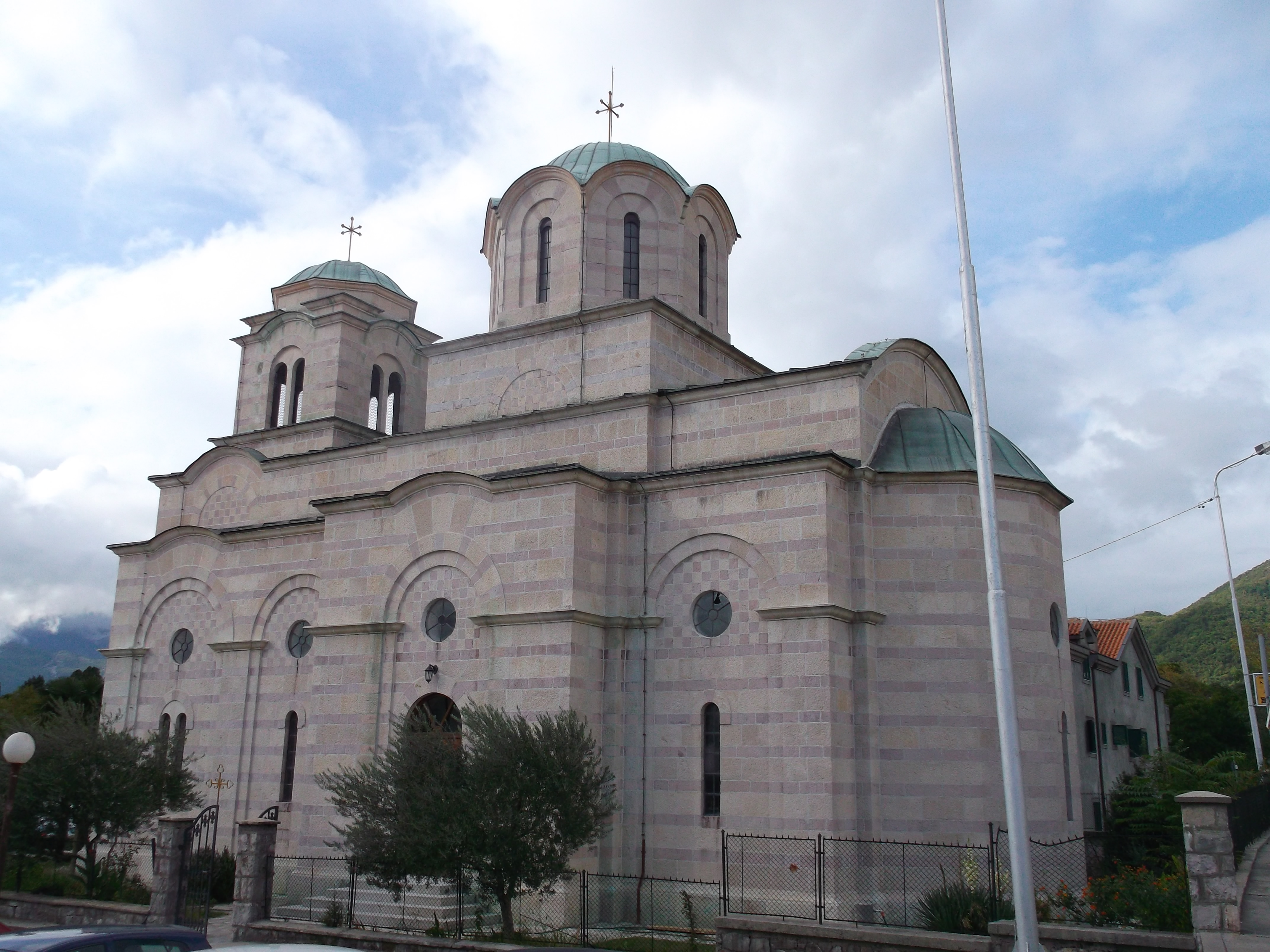
Die Südfassade der Kirche Hl. Sava

Und am 22. September 1940 wurde der Grundstein der Kirche feierlich vom damaligen Patriarchen seiner Heiligkeit Gavrilo V. (Dožić) unter der Anwesenheit von 5000 Gläubigen geweiht. Bis zum April 1941, als der Zweite Weltkrieg das damalige Königreich Jugoslawien erreichte war die Kirche fast vollständig fertiggestellt.
In den ersten Apriltagen 1941, während des Balkanfeldzugs bombardierten die mit Deutschland verbündeten Italiener Tivat und richteten enorme Zerstörungen in der Stadt an. Auch die Kirche Hl. Sava wurde schwer zerstört. Der Weiterbau konnte in den Kriegsjahren nicht fortgeführt werden. 
Nach dem Ende des Zweiten Weltkriegs, wurde von den Tito-Partisanen das sozialistische Jugoslawien gegründet. Nur unter enormen Anstrengungen konnte der Bau der Kirche fortgesetzt werden. Im Jahre 1966 war die Kirche fertiggestellt.
Und am 10. September 1967 wurde die Kirche vom damaligen Patriarchen seiner Heiligkeit German (Đorić), mit der Assistenz des damaligen Metropoliten der Metropolie Montenegro und dem Küstenland Danilo (Dajković), des Bischofs der Eparchie Ober-Karlovac Simeon (Zloković) und des Bischofs der Eparchie Dalmatien Stefan (Boca) unter der Anwesenheit hunderter Gläubiger feierlich eingeweiht. 
Beim großen Erdbeben des Jahres 1979 erlitt auch die Kirche große Schäden. Die erste Restaurierung fand 1995 und die zweite 2005 statt. Am 27. Januar 1999 weihte der Metropolit der Metropolie Amfilohije (Radović) die Fundamente des Pfarrhauses ein.
Im Jahre 2017, feierte die Kirche das 50-jährige Jubiläum der Kirchenweihe. Die Kirche besitzt einen eigenen Kirchenchor unter der Leitung von Nataša Pavlović.
Die Kirche ist Sitz der zwei Pfarreien von Tivat und der gleichnamigen Kirchengemeinde. Priester der ersten Pfarrei Tivat und Oberpriester der Kirche ist Erzpriester Savo Denda (er war bei der Kirchenweihe als kleiner Junge dabei) und Priester der zweiten Pfarrei Tivat ist Erzpriester Petar Petrović.

## Architektur

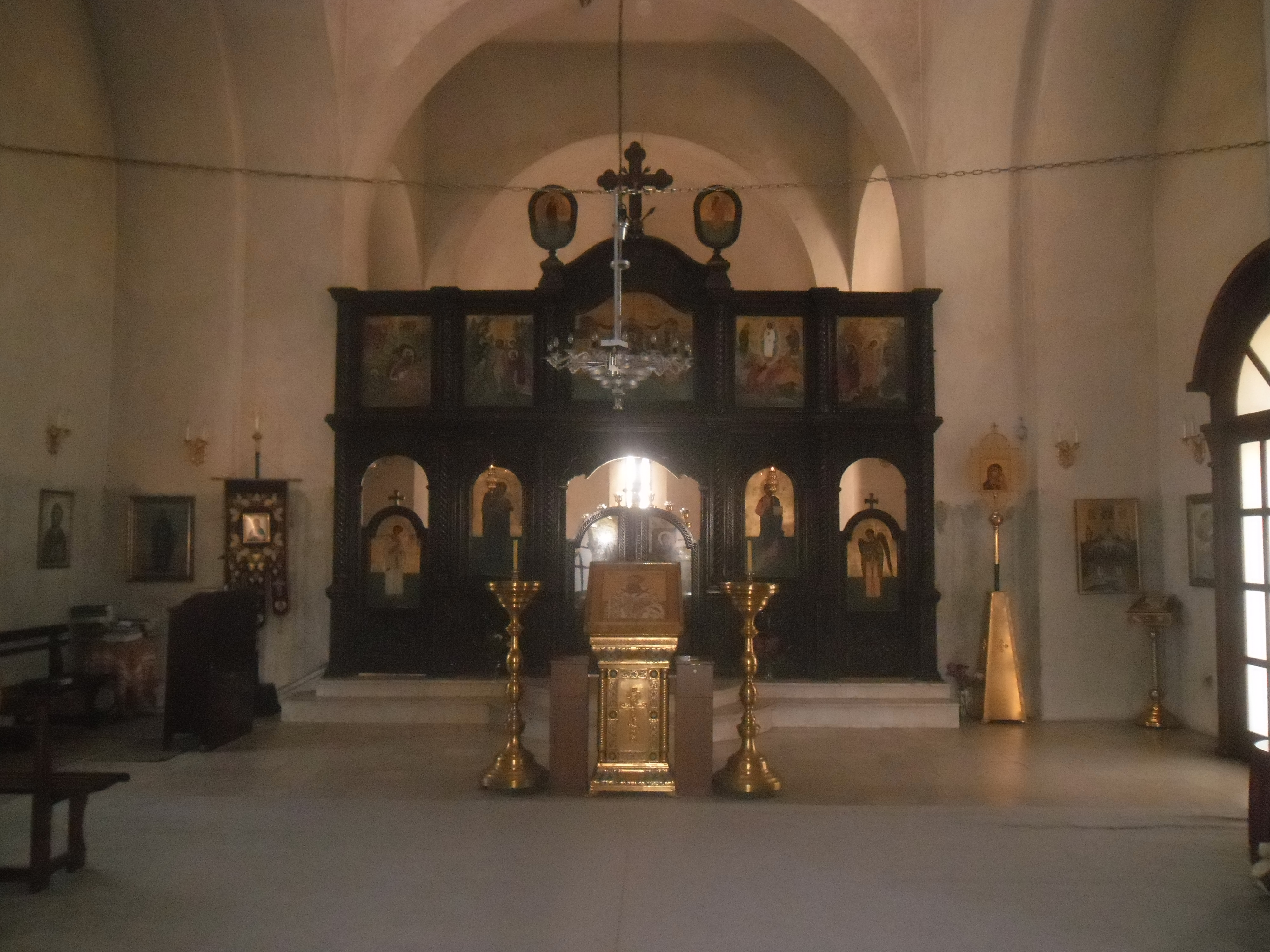
Das Kircheninnere mitsamt Ikonostase der Kirche

Die Kreuzkuppelkirche ist in der Form eines Trikonchos konzipiert und erinnert in ihrem Aufbau an die mittelalterliche Morava-Schule, einer traditionellen Stilrichtung des Serbisch-byzantinischen Baustils.
Der Grundriss der Kirche ist ein langgestrecktes Griechisches Kreuz, mit einer halbrunden Altar-Apsis im Osten und einer zentralen Rundkuppel, die sich über dem Tambour in der Mitte des Kirchenschiffs erhebt. An der Westseite der Kirche befindet sich der Kirchturm mit dem Haupteingang der Kirche. An der Südseite befindet sich ein weiterer Eingang in die Kirche.
Sie besitzt typisch für Orthodoxe Kirchenbauten eine (hölzerne) Ikonostase mitsamt Ikonen. Zurzeit ist das Kircheninnere nicht mit Fresken bemalt, das Ausmalen des Kircheninneren wird aber seit 2017 geplant.

## Belege
- Artikel über die Kirche auf der Seite des Radio Svetigora, mit einer Audiodatei über die Kirchengeschichte, (serbisch)
- Artikel über die Pfarrei auf der Seite der Metropolie, (serbisch)
- Artikel über das 50. Jährige Jubiläum der Kirche auf der Seite der Serbisch-orthodoxen Kirche, (serbisch)